# Les Billanges
Cet article possède un paronyme, voir Bellange.
Les Billanges (prononcé [le bilɑ̃ʒ] ; Los Bilanges en occitan) sont une commune française située dans le département de la Haute-Vienne en région Nouvelle-Aquitaine.

## Géographie

### Localisation
La commune des Billanges fait partie des monts d'Ambazac, et borde la rive droite du Taurion qui lui sert de limite sud-est.

### Communes limitrophes

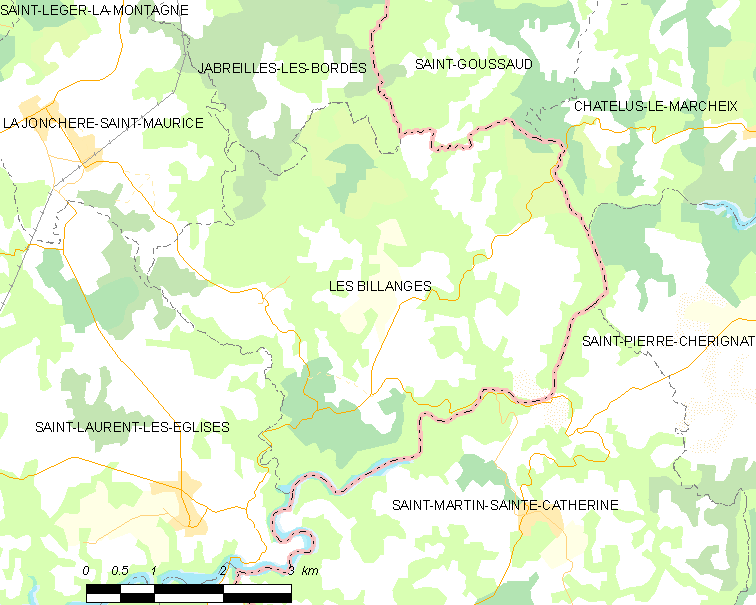
Situation de la commune des Billanges par rapport aux communes voisines.

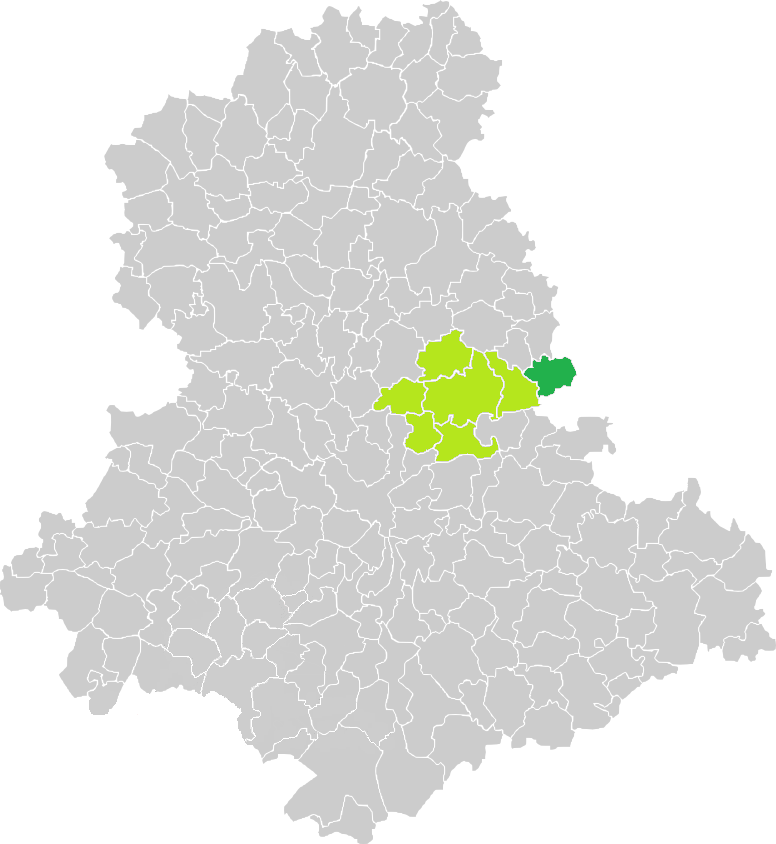
Situation de la commune des Billanges en Haute-Vienne.

| Jabreilles-les-Bordes     | Saint-Goussaud (Creuse) | Châtelus-le-Marcheix (Creuse)          |
| La Jonchère-Saint-Maurice | des Billanges           | Saint-Pierre-Chérignat (Creuse)        |
| Saint-Laurent-les-Églises |                         | Saint-Martin-Sainte-Catherine (Creuse) |

### Lieux-dits
| - L'Age, sur le territoire duquel se trouve Majaurde, autrefois propriété dépendante des moines de Grandmont, résidant à Trézin ; - le Bas Breuil ; - la Bergerie ; - la Besse ; - la Betoulle ; - le Bois ; - Chantegros. Une sépulture gallo-romaine y est découverte en 1901 au lieu-dit les Blanchaux ; - le Châtelard ; - les Égaux ; - Entrecolles ; - la Gance ; - le Gouteix ; | - les Lilas, où se trouve un pont sur le Taurion ; - Lignac ; - Maisonnieux ; - la Nouaille ; - le Péchereau ; - Perrassades ; - la Planche ; - Ponchale ; - le Puy Rebourg ; - le Rat ; - Trézin ; à l'emplacement du village était une chapelle de l'ordre disparu de Grandmont ; - Virareix. |

### Climat
Pour des articles plus généraux, voir Climat de la Nouvelle-Aquitaine et Climat de la Haute-Vienne.
Historiquement, la commune est dans une zone de transition entre le climat océanique limousin et le climat montagnard.  
En 2020, Météo-France publie une typologie des climats de la France métropolitaine dans laquelle la commune est dans une zone de transition entre le climat océanique altéré et le climat de montagne et est dans la région climatique  Ouest et nord-ouest du Massif Central, caractérisée par une pluviométrie annuelle de 900 à 1 500 mm, maximale en automne et en hiver.
Pour la période 1971-2000, la température annuelle moyenne est de 11 °C, avec une amplitude thermique annuelle de 14,9 °C. Le cumul annuel moyen de précipitations est de 1 065 mm, avec 12,7 jours de précipitations en janvier et 7,9 jours en juillet. Pour la période 1991-2020, la température moyenne annuelle observée sur la station météorologique la plus proche, située sur la commune de Saint-Léger-la-Montagne à 11,46 km à vol d'oiseau, est de 10,4 °C et le cumul annuel moyen de précipitations est de 1 371,7 mm,. Pour l'avenir, les paramètres climatiques de la commune estimés pour 2050 selon différents scénarios d’émission de gaz à effet de serre sont consultables sur un site dédié publié par Météo-France en novembre 2022.

## Urbanisme

### Typologie
Au 1er janvier 2024, Les Billanges sont catégorisés commune rurale à habitat très dispersé, selon la nouvelle grille communale de densité à sept niveaux définie par l'Insee en 2022.
Elle est située hors unité urbaine. Par ailleurs la commune fait partie de l'aire d'attraction de Limoges, dont elle est une commune de la couronne,. Cette aire, qui regroupe 127 communes, est catégorisée dans les aires de 200 000 à moins de 700 000 habitants,.

### Occupation des sols
L'occupation des sols de la commune, telle qu'elle ressort de la base de données européenne d’occupation biophysique des sols Corine Land Cover (CLC), est marquée par l'importance des forêts et milieux semi-naturels (62,2 % en 2018), une proportion sensiblement équivalente à celle de 1990 (62,3 %). La répartition détaillée en 2018 est la suivante : forêts (58,9 %), zones agricoles hétérogènes (19,4 %), prairies (12,7 %), terres arables (5 %), milieux à végétation arbustive et/ou herbacée (3,3 %), eaux continentales (0,7 %). L'évolution de l'occupation des sols de la commune et de ses infrastructures peut être observée sur les différentes représentations cartographiques du territoire : la carte de Cassini (XVIIIe siècle), la carte d'état-major (1820-1866) et les cartes ou photos aériennes de l'IGN pour la période actuelle (1950 à aujourd'hui).

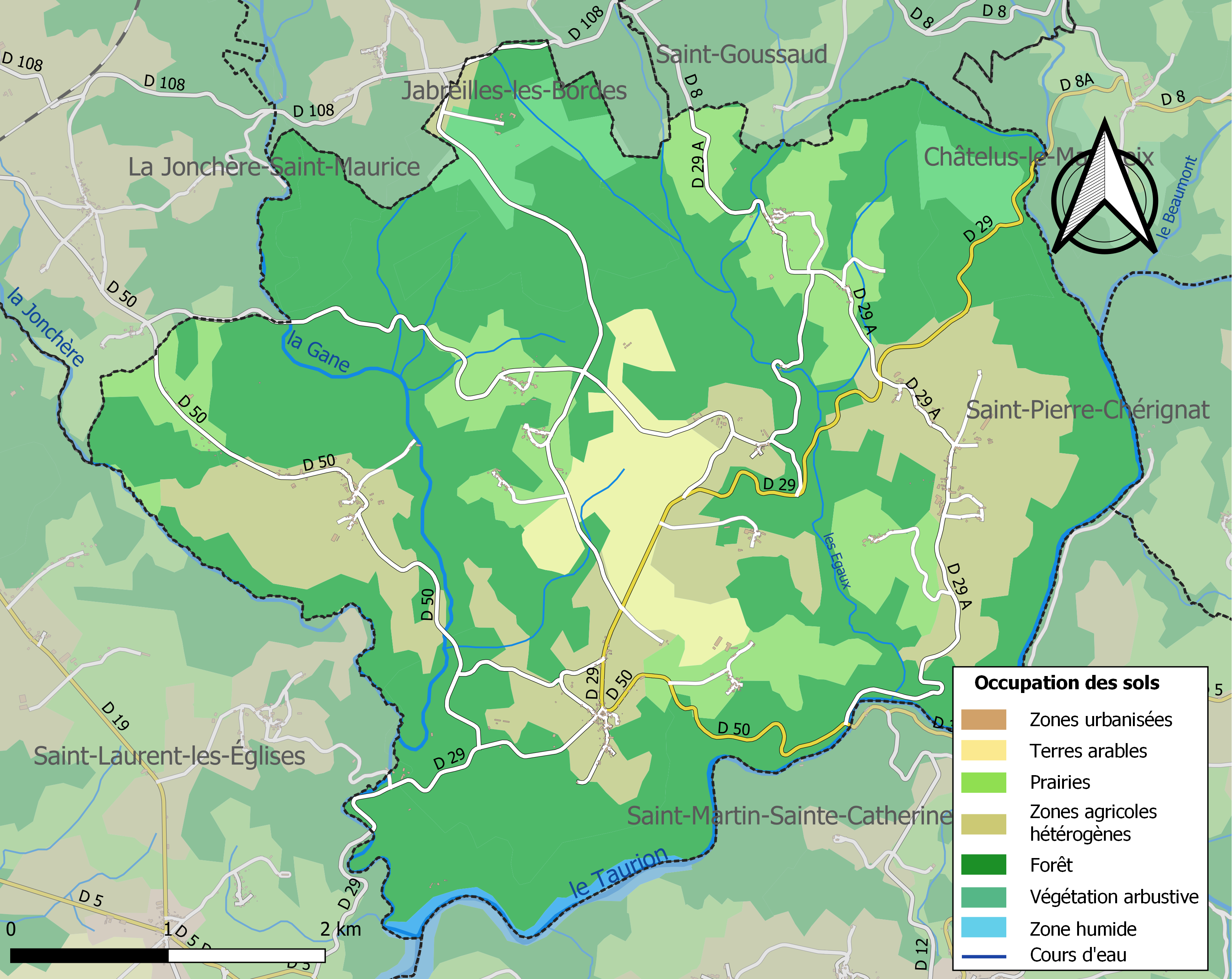
Carte des infrastructures et de l'occupation des sols de la commune en 2018 (CLC).

### Risques majeurs
Le territoire de la commune des Billanges est vulnérable à différents aléas naturels : météorologiques (tempête, orage, neige, grand froid, canicule ou sécheresse) et séisme (sismicité faible). Il est également exposé à un risque technologique, la rupture d'un barrage, et à un risque particulier : le risque de radon. Un site publié par le BRGM permet d'évaluer simplement et rapidement les risques d'un bien localisé soit par son adresse soit par le numéro de sa parcelle.

#### Risques naturels

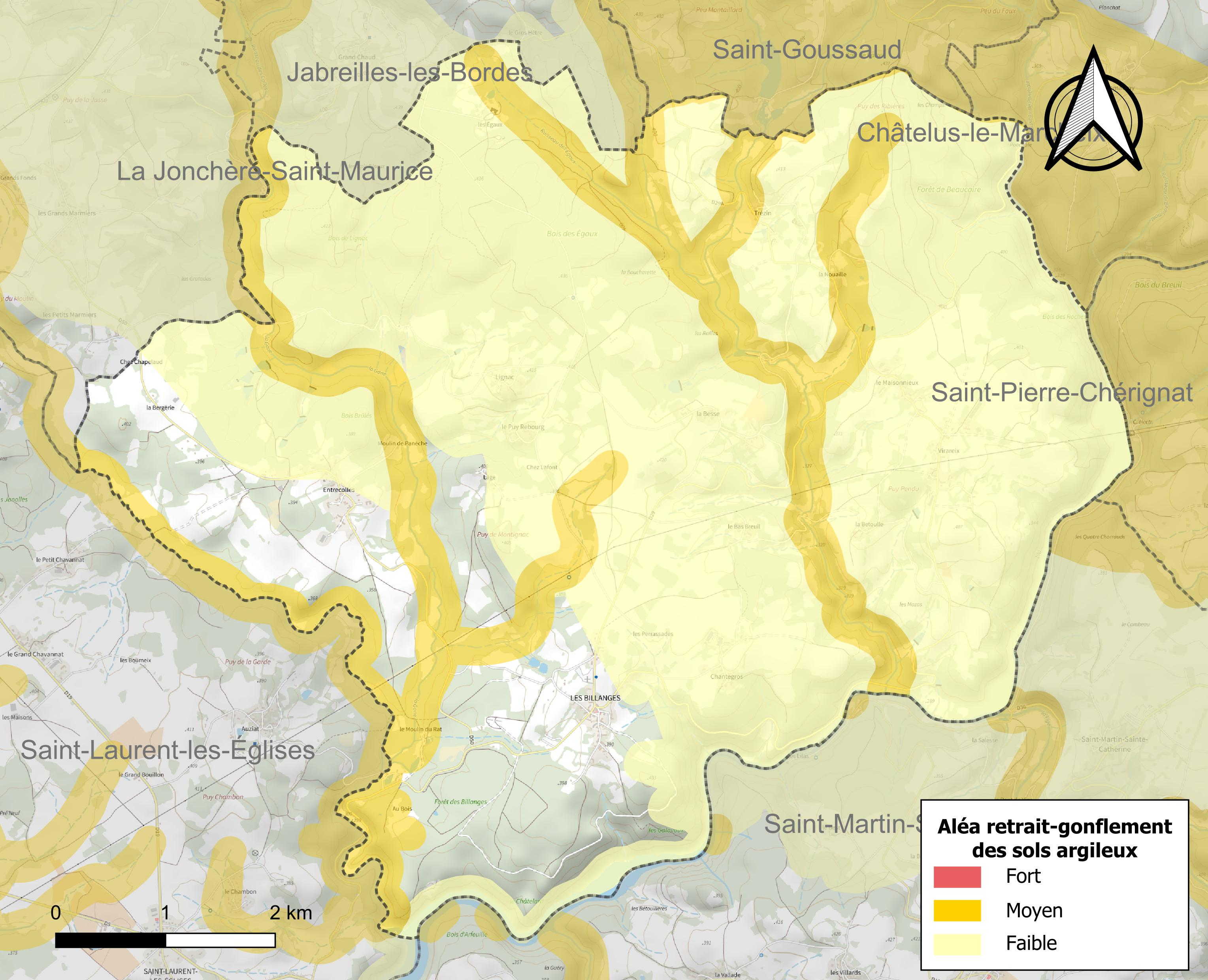
Carte des zones d'aléa retrait-gonflement des sols argileux des Billanges.

Le retrait-gonflement des sols argileux est susceptible d'engendrer des dommages importants aux bâtiments en cas d’alternance de périodes de sécheresse et de pluie. 19,4 % de la superficie communale est en aléa moyen ou fort (27 % au niveau départemental et 48,5 % au niveau national métropolitain). Depuis le 1er octobre 2020, en application de la loi ÉLAN, différentes contraintes s'imposent aux vendeurs, maîtres d'ouvrages ou constructeurs de biens situés dans une zone classée en aléa moyen ou fort,.
La commune a été reconnue en état de catastrophe naturelle au titre des dommages causés par les inondations et coulées de boue survenues en 1982 et 1999 et par des mouvements de terrain en 1999.

#### Risque technologique
La commune est en outre située en aval du barrage de Lavaud-Gelade, un ouvrage de classe A situé dans le département de la Creuse et présentant une hauteur de digue de 20,5 m et une capacité maximale de retenue d’eau de 21,4 millions de m3. À ce titre elle est susceptible d’être touchée par l'onde de submersion consécutive à la rupture de cet ouvrage.

#### Risque particulier
Dans plusieurs parties du territoire national, le radon, accumulé dans certains logements ou autres locaux, peut constituer une source significative d'exposition de la population aux rayonnements ionisants. Selon la classification de 2018, la commune des Billanges est classée en zone 3, à savoir zone à potentiel radon significatif.

## Toponymie
Le nom des Billanges a d'abord été Albillus, devenant Albillanicos, puis Aubillanges en 1273. Sous l'ancien régime le territoire des Billanges fait partie de l'élection de Bourganeuf. Le nom de la commune se prononce traditionnellement [bilɑ̃ʒ] mais depuis la fin du 20e siècle, la plupart des gens, influencés par le double -l de la graphie adoptée par l'administration, prononcent [bijɑ̃ʒ].

## Histoire
Le chemin de pèlerinage de Saint-Jacques-de-Compostelle (GR 654D ou via Lemovicensis), en provenance de Châtelus-le-Marcheix, passe par le bourg des Billanges. Il se poursuit ensuite vers Saint-Laurent-les-Églises où il traverse le Taurion par le pont du Dognon.

## Politique et administration

### Liste des maires
| Période                                  | Période        | Identité              | Étiquette   | Qualité               |
| ---------------------------------------- | -------------- | --------------------- | ----------- | --------------------- |
| Les données manquantes sont à compléter. |                |                       |             |                       |
| février 1871                             | 1874           | Jean Marcheix         | Républicain | cultivateur           |
| mars 1876                                | 1878           | Jean Marcheix         | Républicain | cultivateur           |
| mai 1900                                 | mai 1908       | Jules Fiacre Marcheix | Républicain | fils de Jean Marcheix |
| mai 1926                                 | mars 1932      | Louis Brunetaud       |             |                       |
| octobre 1939                             | juin 1941      | Louis Beaudisson      | -           | tailleur              |
| mars 1971                                | septembre 1987 | Marcel Royère         | PCF         |                       |
| octobre 1987]                            | mars 1989      | Henri Japaud          | PCF         |                       |
| mars 1989                                | mars 2001      | Philippe Couderc      | PCF         |                       |
| mars 2001                                | En cours       | Manuel Perthuisot     |             |                       |

## Population et société

### Démographie
Ses habitants sont appelés les Billangeots.

L'évolution du nombre d'habitants est connue à travers les recensements de la population effectués dans la commune depuis 1793. Pour les communes de moins de 10 000 habitants, une enquête de recensement portant sur toute la population est réalisée tous les cinq ans, les populations de référence des années intermédiaires étant quant à elles estimées par interpolation ou extrapolation. Pour la commune, le premier recensement exhaustif entrant dans le cadre du nouveau dispositif a été réalisé en 2006.

En 2022, la commune comptait 298 habitants, en évolution de +2,41 % par rapport à 2016 (Haute-Vienne : −0,68 %, France hors Mayotte : +2,11 %).
| 1793 | 1800 | 1806 | 1821 | 1831 | 1836 | 1841  | 1846 | 1851 |
| ---- | ---- | ---- | ---- | ---- | ---- | ----- | ---- | ---- |
| 705  | 720  | 687  | 929  | 935  | 931  | 1 025 | 970  | 979  |

| 1856 | 1861 | 1866  | 1872 | 1876  | 1881  | 1886  | 1891  | 1896  |
| ---- | ---- | ----- | ---- | ----- | ----- | ----- | ----- | ----- |
| 961  | 925  | 1 001 | 995  | 1 039 | 1 009 | 1 086 | 1 065 | 1 095 |

| 1901  | 1906  | 1911  | 1921 | 1926 | 1931 | 1936 | 1946 | 1954 |
| ----- | ----- | ----- | ---- | ---- | ---- | ---- | ---- | ---- |
| 1 079 | 1 089 | 1 067 | 903  | 797  | 804  | 742  | 616  | 594  |

| 1962 | 1968 | 1975 | 1982 | 1990 | 1999 | 2006 | 2011 | 2016 |
| ---- | ---- | ---- | ---- | ---- | ---- | ---- | ---- | ---- |
| 515  | 464  | 382  | 313  | 285  | 288  | 301  | 310  | 291  |

| 2021 | 2022 | - | - | - | - | - | - | - |
| ---- | ---- | - | - | - | - | - | - | - |
| 293  | 298  | - | - | - | - | - | - | - |

### Cultes
La cure dépend de l'archiprêté de Bénévent, dans le diocèse de Limoges. Sa fête patronale est celle de la nativité de la Sainte-Vierge. Le presbytère des Billanges est vendu comme bien national le 18 septembre 1796. Le pape Nicolas IV, dans une bulle datée du 20 juin 1829, accorde des indulgences pour l'église Sainte-Marie des Billanges.
L'évêque de Limoges a toujours nommé les curés des Billanges.

## Culture locale et patrimoine

### Lieux et monuments
- Église romane fortifiée de la Nativité-de-Saint-Jean-Baptiste (XIIIe siècle).

Elle possède deux précieux reliquaires,, qui lui ont été attribués le 9 août 1790, lors de la distribution des reliques de Grandmont.
Le premier est une œuvre d'orfèvrerie représentant saint Étienne de Muret, le second en bois et argent renferme une relique de saint Félicien.
L'édifice a été inscrit au titre des monuments historique en 2005.
- Vestiges gallo-romains à Virareix et au Maisonnieux.
- Château des Égaux.
- Pont des Lilas.
- Chapelle du prieuré grandmontain de Trezin, fondée en 1205 par Aimery VI de Rochechouart et son épouse, transformée en grange à la Révolution et détruite en 1905[2].
- Vestiges du Châtelard.

### Héraldique
| Blason de Les Billanges | Blason  | D'azur au buste de Saint Étienne d’or. |
| Blason de Les Billanges | Détails | Le blason des Billanges représente le buste de saint-Étienne de Muret, fondateur de l'ordre de Grandmont dont l'abbaye se trouvait à Grandmont. L'église des Billanges a reçu deux reliquaires de l'abbaye en 1790. Le statut officiel du blason reste à déterminer. |